# Obserwatorfinansowy.pl
ObserwatorFinansowy.pl – internetowy portal ekonomiczny o charakterze analitycznym. Jego właścicielem jest Narodowy Bank Polski. Portal powstał jako platforma do wymiany idei i pogłębionej dyskusji ekonomicznej.
Każdego roku do serwisu trafia ponad 1000 analiz i wywiadów z zakresu makroekonomii, finansów publicznych i bankowości.

## Opis
Serwis powstał w listopadzie 2009 r. z inicjatywy ówczesnego prezesa NBP Sławomira Skrzypka. Pierwszym redaktorem naczelnym serwisu był Mariusz Ziomecki. W 2010 roku nowy prezes NBP, Marek Belka, zdecydował o kontynuacji projektu. Na stanowisko redaktora naczelnego powołał Krzysztofa Bienia. Jego zastępcą została Katarzyna Mokrzycka. Od listopada 2018 roku redaktorem naczelnym serwisu jest Maciej Danielewicz, powołany przez prezesa NBP Adama Glapińskiego, poprzednio wieloletni redaktor naczelny serwisu inwestorskiego PAP Biznes. Zastępcą redaktora naczelnego jest Ewa Rzeszutek.
Portal działa na zasadach non-profit, nie publikuje reklam, a dostęp czytelników do wszystkich treści jest bezpłatny. Teksty publikowane są na zasadzie otwartej licencji, czyli z możliwością bezpłatnego przedruku przez wszystkie media.

## Autorzy
Autorami analiz w Obserwatorze Finansowym są naukowcy, analitycy i eksperci NBP, wybitni ekonomiści z Polski i innych państw oraz dziennikarze specjalizujący się w poszczególnych branżach gospodarki, na co dzień pracujący w różnych mediach.
ObserwatorFinansowy.pl blisko współpracuje z wydawnictwem The Economist, udostępnia też polskie wersje analiz publikowanych na portalu VoxEU oraz na platformie Project Syndicate. Na łamach Obserwatora Finansowego można przeczytać felietony i analizy takich ekonomistów, jak Joseph Stiglitz czy Kenneth Rogoff.

## Inicjatywy

### Konkurs „Gdyby to zależało ode mnie, to…”
W latach 2011–2015 Obserwator Finansowy organizował konkurs na publikacje wskazujące, co i w jaki sposób można zrobić w Polsce, aby lepiej, z większym pożytkiem gospodarować pieniędzmi w bardzo szeroko rozumianej sferze finansów publicznych.

### E-magazyn „Spot On”
W latach 2013–2016 Obserwator Finansowy wydawał miesięcznik w wersji elektronicznej Spot On. To aplikacja na tablety, która zawiera wybór najważniejszych, najczęściej czytanych i najczęściej komentowanych publikacji z danego miesiąca, dotyczących gospodarki w kraju i na świecie, finansów publicznych i biznesu z przejrzystymi infografikami, filmami i komentarzami. W czerwcu 2014 r. ukazał się specjalny numer Spot On English Edition przygotowany w całości dla odbiorców angielskojęzycznych z okazji rocznicy 25-lecia czerwcowych wyborów.